# Albânia nos Jogos Olímpicos de Verão de 1992
A Albânia competiu nos Jogos Olímpicos de Verão de 1992 em Barcelona, Espanha.  O país havia deixado de participar dos jogos por 20 anos até retornar nessa edição.

## Resultados por Evento

### Atletismo
- Alma Qeramixhi

### Halterofilismo
- Sokol Bishanaku
- Fatmir Bushi
- Dede Dekaj

### Natação
50 m livre masculino
- Frank Leskaj
  - Eliminatórias – 24.72 (→ não avançou, 50º lugar)

100 m livre masculino
- Frank Leskaj
  - Eliminatórias – 55.50 (→ não avançou, 62º lugar)

100 m peito masculino
- Frank Leskaj
  - Eliminatórias – 1:14.28 (→ não avançou, 56º lugar)

### Tiro
- Kristo Robo
- Enkelejda Shehu